# Estige (satélite)
Estige, antigamente, S/2012 P 1 (ainda conhecido como S/2012 (134340) 1 ou P5) é um pequeno satélite natural de Plutão cuja existência foi anunciada em 11 de julho de 2012. Foi o quinto satélite confirmado do planeta anão, encontrado há cerca de um ano após a descoberta de S/2011 P 1, a quarta lua de Plutão.
Estima-se que a nova lua tenha um diâmetro entre 10 e 25 quilômetros.

## Nome
No dia 2 de julho de 2013, a UAI anunciou que foram aprovados os nomes Cérbero para o satélite P4 e Estige para o satélite P5. Estige é o rio que passa pelo sub-mundo na mitologia grega. Foi garantido à ninfa Estige por ter ajudado Zeus na guerra contra os titãs. As águas deste rio são mágicas e desaguam no Tártaro. A convenção para os nomes dos satélites de Plutão é de que estes estejam ligados à figura mitológica Hades (correspondente grego de Plutão).

## Origem
O sistema lunar inesperadamente complexo em torno de Plutão pode ser o resultado de uma colisão entre Plutão e outro objeto considerável do cinturão de Kuiper no passado distante. As luas de Plutão podem ter se aglutinado a partir dos destroços de tal evento, semelhante ao impacto gigante inicial que se pensava ter criado a lua. As ressonâncias orbitais podem ter atuado como "sulcos" para coletar o material da colisão.

## Características físicas
O Estige foi originalmente estimado como tendo um diâmetro entre 10 e 25 km (6,2 e 15,5 mi). Esses números foram inferidos da magnitude aparente do Estige e usando um albedo estimado de 0,35 e 0,04 para os limites inferior e superior, respectivamente. Após medições feitas pela New Horizons, verifica-se que Styx tem (embora não surpreendentemente) de forma muito irregular, medindo aproximadamente 16 km × 9 km × 8 km (9,9 mi × 5,6 mi × 5,0 mi). Pensa-se que se formou a partir dos detritos elevados por uma colisão, o que teria levado a perdas de gelados mais voláteis, como os de nitrogênio e metano, na composição dos impactadores. Espera-se que esse processo tenha criado um corpo consistindo principalmente de gelo de água.

## Orbita
Styx orbita o baricentro Plutão-Caronte a uma distância de 42 656 km, colocando-o entre as órbitas de Caronte e Nix. Todas as luas de Plutão parecem viajar em órbitas que são quase circulares e coplanares, descritas pelo descobridor de Estige, Mark Showalter, como "perfeitamente aninhadas ... um pouco como bonecas russas".
Está em uma ressonância orbital 11: 6 com Hydra e uma ressonância 11: 9 com Nix (as razões representam o número de órbitas completadas por unidade de tempo; as razões de período são as inversas). Como resultado dessa ressonância de 3 corpos "semelhante a Laplace", ele tem conjunções com Nix e Hydra em uma proporção de 2: 5.
Seu período orbital de 20,16155 dias é de cerca de 5,0% de uma ressonância de movimento médio 1: 3 com o período orbital Caronte-Plutão de 6,387 dias. Com as outras luas Nix, Kerberos e Hydra, ela faz parte de uma sequência incomum de 1: 3: 4: 5: 6 (razão de período) de quase ressonâncias. Em contraste com a órbita, a rotação estígia é caótica; como as outras pequenas luas plutonianas, o Styx não é travado pelas marés e sua rotação varia em escalas de tempo curtas (a uma taxa de cerca de 3,239 dias na época do sobrevoo dos Novos Horizontes).